# Nothotylenchus bhatnagari
Nothotylenchus bhatnagari is een rondwormensoort uit de familie van de Neotylenchidae. De wetenschappelijke naam van de soort is voor het eerst geldig gepubliceerd in 1969 door Tikyani & Khera.